# Alphago
Alphago, av utvecklarna skrivet AlphaGo, är ett datorprogram som utvecklats av Deepmind som spelar brädspelet Go. I oktober 2015 blev det det första datorprogrammet att slå en professionell Go-spelare, utan handikapp på en fullstor 19 × 19 bräda.
Go anses vara mycket svårare för datorer att vinna än andra spel som schack. Anledningen är att spelet har en mycket större förgreningsfaktor vilket gör det svårt att hitta vilket drag som är det bästa med vanliga algoritmer i artificiell intelligens t.ex. totalsökning.
I mars 2016 utmanade Alphago den sydkoreanske professionella Go-spelaren Lee Se-dol och vann med 4-1.

## Algoritm
Alphagos algoritm använder en kombination av maskininlärning och trädtraversering, samt omfattande träning, både från människa och dator.

## Respons
Alphago har hyllats som en milstolpe inom utvecklingen av artificiell intelligens. Go har tidigare betraktats som ett för svårt problem för maskininlärning och har ansetts vara utom räckhåll för den dåvarande tekniken. Både Toby Manning, domaren från matchen mellan Alphago och Fan Hui, samt Haijin Lee, generalsekreterare för Internationella Go Federationen, tror att Go-spelare i framtiden kommer att få hjälp av datorer för att lära sig vad de har gjort fel i spelomgångar och för att förbättra sina färdigheter.